# Badge d'astronaute

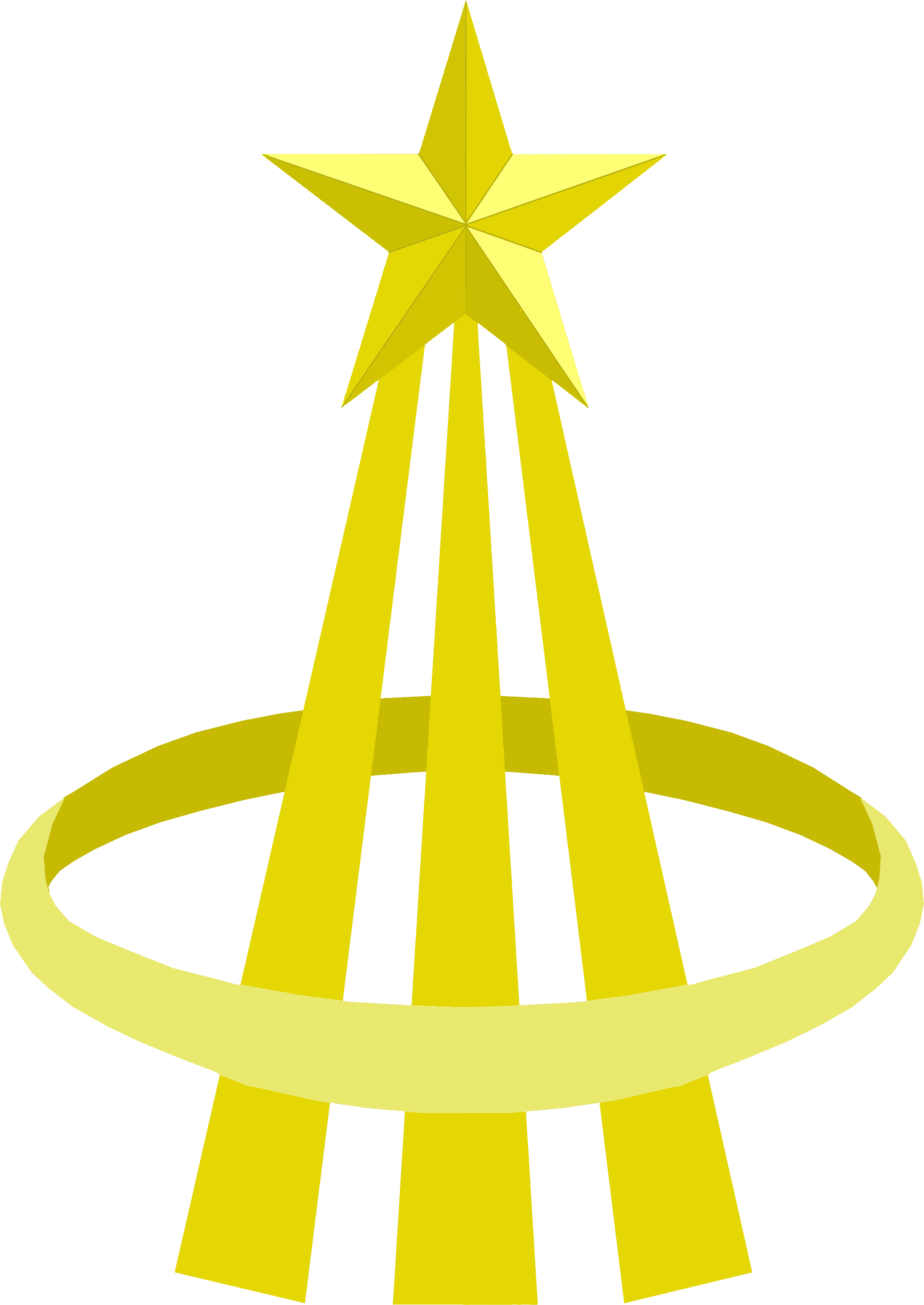
Motif du badge d'astronaute.

Le badge d'astronaute (anglais : Astronaut badge) est un insigne pour les astronautes. Il est remis aux personnes militaires ou civils (ceci inclut les astronautes commerciaux) ayant suivi une formation particulière et ayant effectué un vol spatial réussi. Cela est défini par une altitude au-dessus de 100 kilomètres (norme internationale) ou de 50 milles (80,4672 kilomètres),, (norme américaine), d'où la présence de certains pilotes d'essai américains dans les récipiendaires.

## Signification
Le badge d'astronaute signifie l'éligibilité des astronautes à participer à des missions dans l'espace. Il s'agit aujourd'hui notamment des vols vers la Station spatiale internationale et des missions Artemis vers la Lune.
Il s'agit d'un insigne de boutonnière porté sur des vêtements civils. L'insigne est délivré en deux catégories, argent et or, l'insigne argenté étant décerné aux candidats qui ont suivi avec succès la formation d'astronaute et l'insigne doré aux astronautes qui ont volé dans l'espace. Les candidats astronautes reçoivent l'insigne argenté mais doivent acheter l'insigne doré pour un coût d'environ 400 dollars.

## Éligibilité
Pour obtenir l'insigne d'astronaute, une personne doit suivre toute la formation requise et participer à un vol spatial à plus de 100 kilomètres au-dessus de la Terre (norme internationale) ou 50 milles (norme américaine).
L'Armée de terre des États-Unis a décerné l'insigne à des officiers qui ont orbité autour de la Terre. Dans les années 1960, le département de la Défense des États-Unis (United States Department of Defense) a décerné des insignes d'astronaute à des pilotes militaires et civils qui avaient piloté des avions à plus de 80 kilomètres d'altitude. Sept pilotes de l'USAF et de la NASA se sont qualifiés pour l'insigne d'astronaute en pilotant l'avion fusée suborbital X-15. Les pilotes d'essai américains Michael Melvill et Brian Binnie ont reçu chacun un badge d'astronaute commercial de la Federal Aviation Administration (FAA) lorsqu'ils ont effectué des missions suborbitales à bord de l'avion fusée SpaceShipOne de Scaled Composites. 
Tous les autres qui ont reçu le badge d'astronaute l'ont obtenu en se rendant dans l'espace à bord de fusées non ailées, du X-15 ou de la navette spatiale. Trois des membres de l'équipage du vol Ax-1 à bord de la capsule Crew Dragon ont reçu leurs ailes d'astronautes civils des mains de leur commandant de mission lorsqu'ils sont devenus les premiers citoyens à se rendre à la Station spatiale internationale le 9 avril 2022.

## Histoire et Anecdotes
Les astronautes à bord de la mission Mercury 7 ont été les premiers à recevoir ces insignes.
Un insigne d'astronaute unique a été fabriqué pour l'astronaute de la NASA Deke Slayton en 1967. Il était de couleur or, comme ceux offerts aux astronautes qui avaient volé, et comportait un petit diamant incrusté dans l'étoile. Elle a été fabriquée à la demande de l'équipage de la première mission du programme Apollo, en hommage au travail de Slayton à la NASA. L'idée était que tous les membres du bureau des astronautes pensaient que Slayton ne pourrait jamais voler dans l'espace (en raison de sa fibrillation auriculaire paroxystique. Il volera plus tard à bord du projet d'essai Apollo-Soyouz en tant que pilote du module d'amarrage), mais comme ils savaient que c'était principalement grâce à lui qu'ils y étaient parvenus, il devait porter un insigne en or plutôt qu'en argent en guise de remerciement. Comme ils savaient que Slayton refuserait de porter exactement le même pin's en or que les astronautes vétérans, le diamant a été ajouté. Le pin's aurait dû être embarqué à bord du vaisseau spatial Apollo 1, puis remis à Slayton à la fin de la mission. Cependant, l'équipage d'Apollo 1 a péri dans un incendie lors d'un exercice d'entraînement le 27 janvier 1967. L'insigne a été remis à Slayton par les trois veuves de l'équipage décédé en guise de condoléances. Cet insigne en or serti de diamants a ensuite été envoyée sur la Lune à bord d'Apollo 11 en juillet 1969.
Un seul insigne d'astronaute en argent repose actuellement sur la surface de la Lune, celui qui appartenait à Clifton Williams, laissé sur place par l'astronaute Alan Bean lors de la mission Apollo 12 en 1969. Williams devait à l'origine se rendre sur la Lune en tant que pilote du module lunaire d'Apollo 12, mais il a été tué dans un accident d'avion avant d'être officiellement affecté au vol. Bean l'a remplacé.

## Militaire

### Russie
Côté Russe ou soviétique, il n’y pas d’insigne à proprement parler. Les cosmonautes, qui n’étaient pas tous pilotes (même au début), reçoivent après leur vol une petite médaille (qui représente un vaisseau spatial et un satellite tournant autour de la Terre et où est inscrit « pilote-cosmonaute »), et le titre de héros de l’Union soviétique (après 1992, ce sera celui de la fédération de Russie). Cette médaille se portait sur la droite de l’uniforme ou du costume mais pas lors de toutes les occasions.
Pour leur part, les passagers touristes voyageant à bord des vaisseaux russes n’ont pas de signe distinctif.

### États-Unis

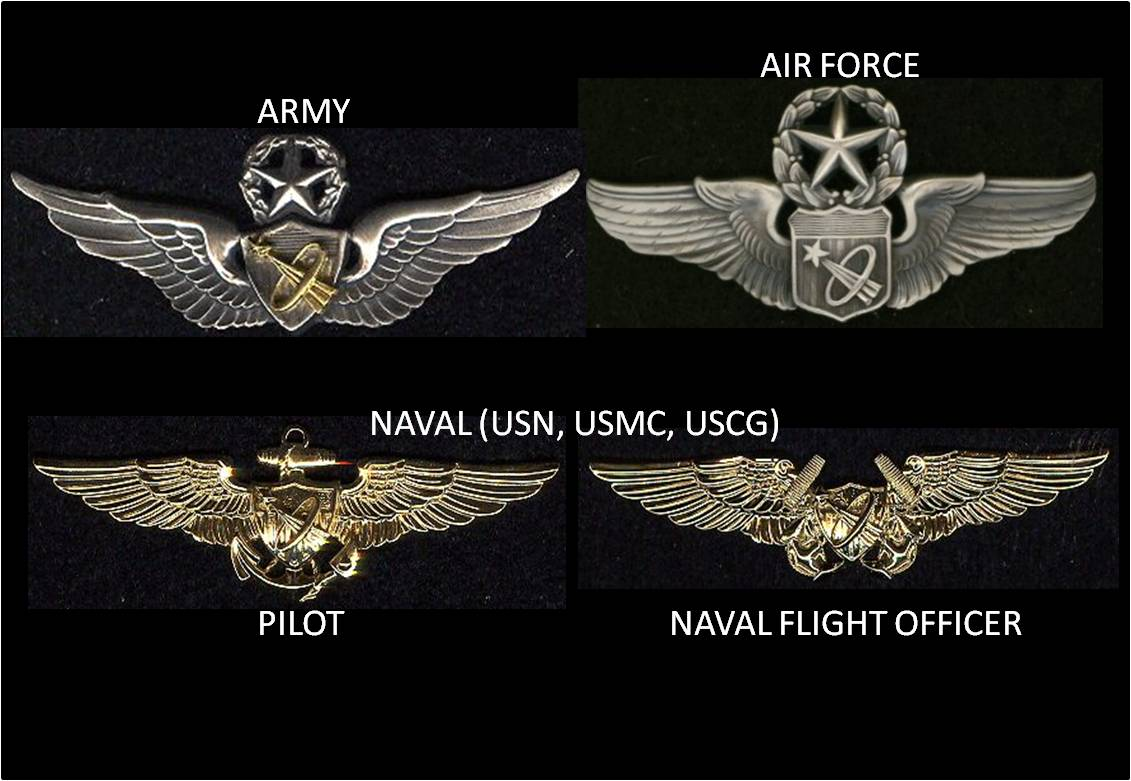
Badges d'astronaute militaires.
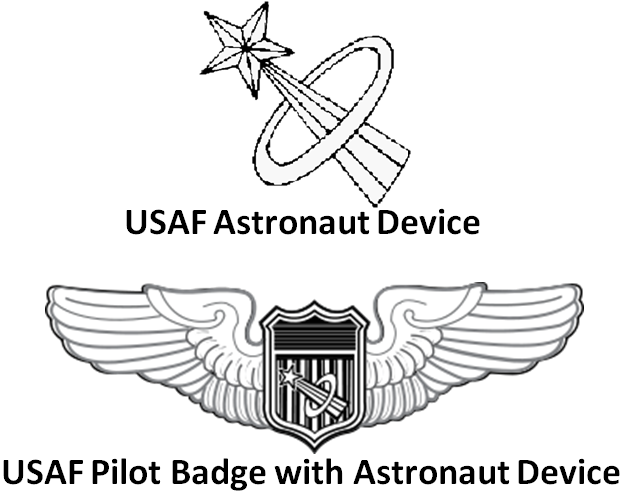
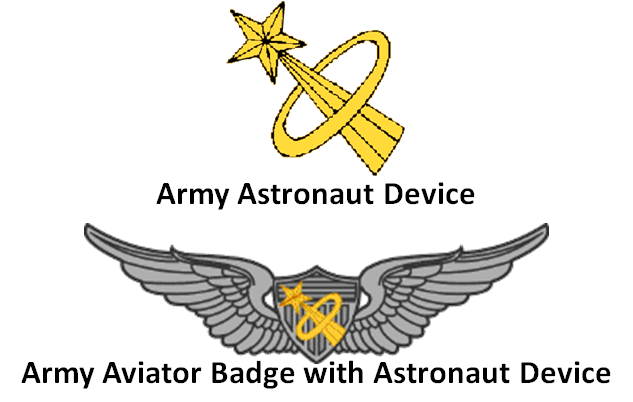

Le United States Astronaut Badge (insigne d'astronaute des États-Unis) est un insigne américain décerné au personnel militaire et civil qui a suivi une formation et effectué un vol spatial avec succès. Une variante de l'insigne d'astronaute est également délivrée aux civils employés par l'Administration nationale de l'aéronautique et de l'espace (National Aeronautics and Space Administration  - NASA) en tant que spécialistes des missions spatiales. Il s'agit de l'insigne de qualification le moins attribué par l'armée américaine.

### Canada

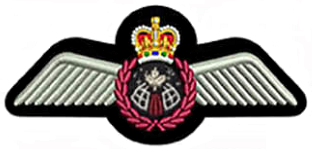
Insigne d'astronaute de l'Aviation royale canadienne.

### National Aeronautics and Space Administration (NASA)

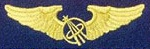
National Aeronautics and Space Administration (NASA).

## Civil

### Federal Aviation Administration
La première version des ailes de la Federal Aviation Administration fut produite par Michelle S. Murray.

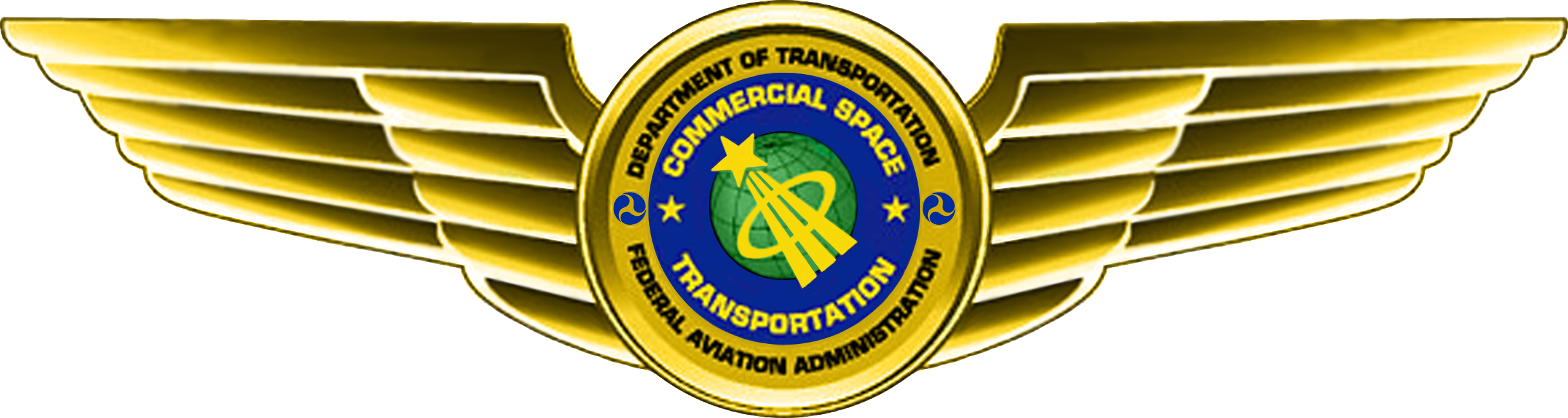
2004.
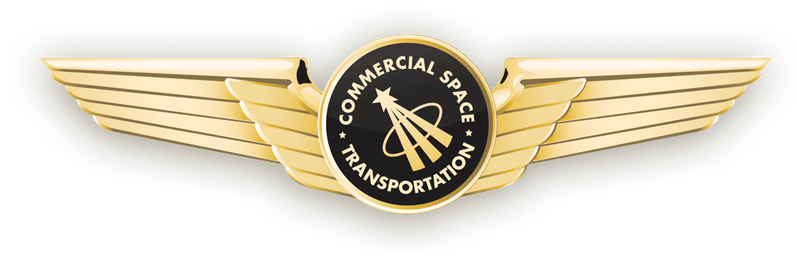
2018.